# Harálambosz Xanthópulosz
Harálambosz Xanthópulosz (görögül: Χαράλαμπος Ξανθόπουλος; Szaloniki, 1956. augusztus 29. –) görög válogatott labdarúgó.

## Pályafutása

### Klubcsapatban
1974 és 1987 között az Iraklísz játékosa volt, összesen 271 mérkőzésen lépett pályára és 14 gólt szerzett. 1976-ban görög kupát nyert csapatával.

### A válogatottban
1978 és 1985 között 25 alkalommal szerepelt a görög válogatottban. Részt vett az 1980-as Európa-bajnokságon.

## Sikerei
Iraklísz
- Görög kupa (1): 1975–76

## Külső hivatkozások
- Harálambosz Xanthópulosz adatlapja a National-Football-Teams.com oldalon (angolul)

- Harálambosz Xanthópulosz. eu-football.info